# KK Triglav Kranj
Le Košarkarski Klub Triglav Kranj, ou simplement Triglav Kranj est un club slovène de basket-ball basé à Kranj. Le club joue dans le championnat slovène.

## Entraîneurs successifs
- Depuis ? : Franci Podlipnik

## Palmarès
- Champion de Slovénie 1B (2e division) : 2006